# Nianzishan
Der Stadtbezirk Nianzishan (chinesisch 碾子山區 / 碾子山区, Pinyin Niǎnzishān Qū) ist ein Stadtbezirk der bezirksfreien Stadt Qiqihar in der chinesischen Provinz Heilongjiang. Er hat eine Fläche von 299,5 km² und zählt 56.553 Einwohner (Stand: Zensus 2020).